# Церковь Святой Терезы Младенца Иисуса (Павлодар)
Це́рковь Свято́й Тере́зы Младе́нца Иису́са (каз. Бала Исаның Әулие Тереза шіркеуі) — католический храм, расположенный в городе Павлодар, Казахстан. Административно относится к Павлодарскому деканату Архиепархии Пресвятой Девы Марии. Здание возведено в 1996—2000 годах.

## История общины и здания церкви

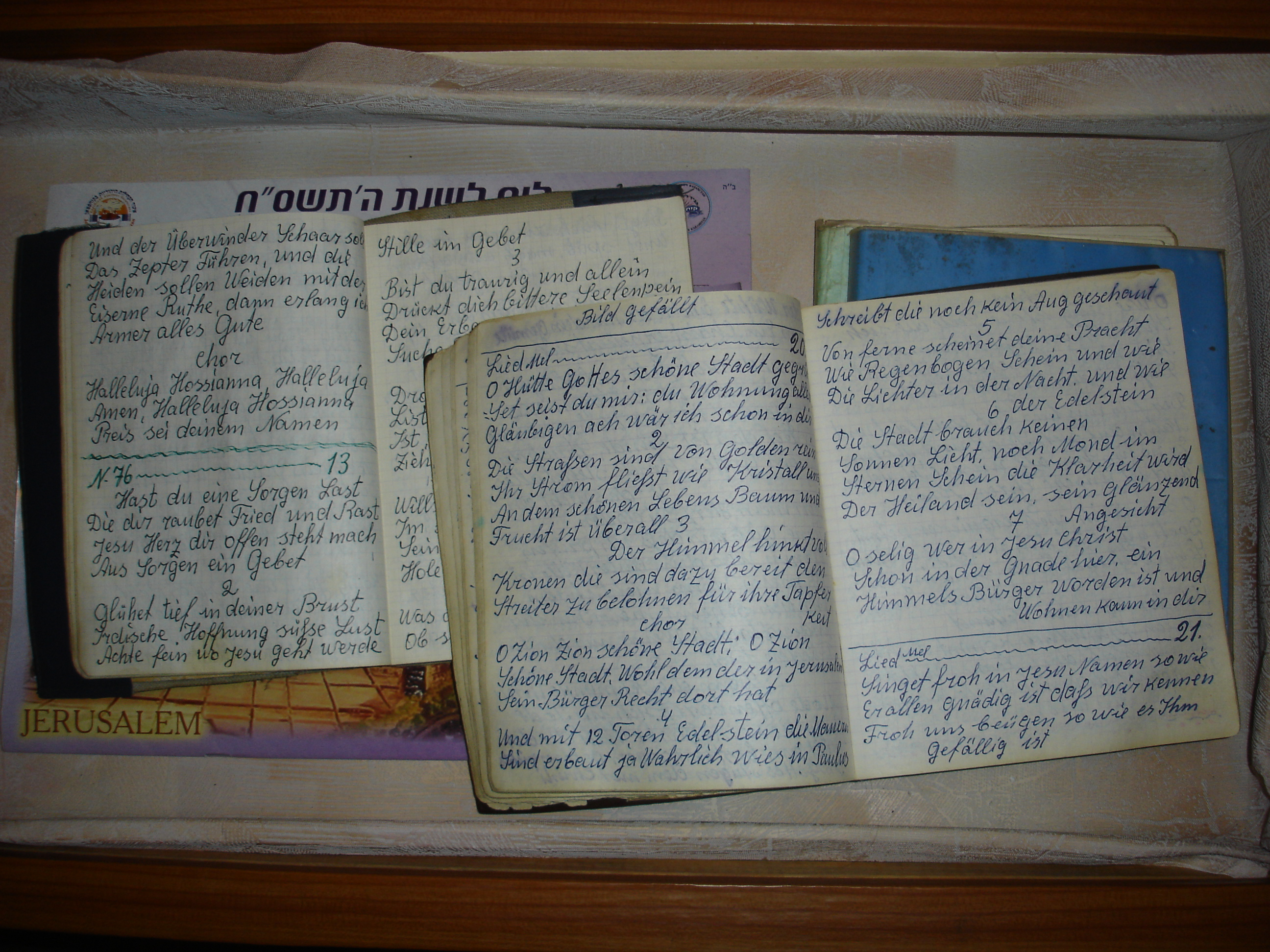
Церковный музей, посвящённый истории католицизма в Казахстане. Часть экспозиции — вручную переписанные старыми немками католические песенники. 2011 год.

Практикующие католики в Павлодаре и Павлодарской области были с XIX века, но их число особенно возросло в годы войны, когда сталинские репрессии приводили сюда большие массы населения — поволжских немцев, а также население Кавказа, Украины. Среди депортированных и отбывавших тюремные заключения в лагерях Карлага и трудармиях были и священники. В периоды своих редких приездов на север Казахстана они посещали и г. Павлодар, собирая верующих тайно, на квартирах, чтобы провести богослужение. Одним из них был священник Александр Бень из Кустаная, который сплотил верующих области в общину, другой — о. Антон Шешкявичус, отбывавший тюремный срок в лагере Славгорода.

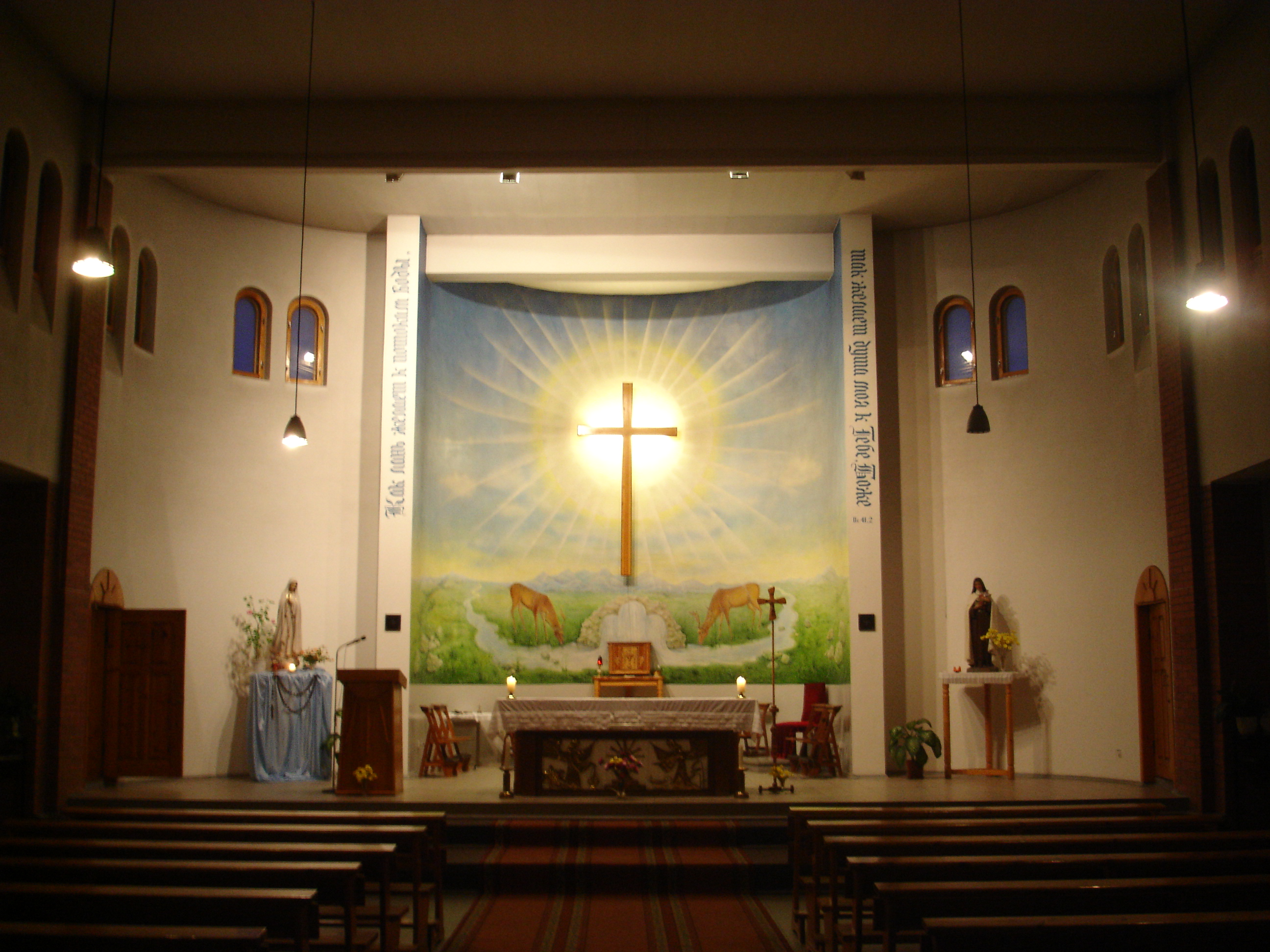
Вид на алтарную часть храма. 2011 год.

У истоков католической общины стояли её активные члены: Дизер Мария, Бук Евгения, Лейнвебер Элла, Магер Элла, Маер Регина, Руссман Адольф, Ланг Клара, Байльман Александр, Шмальц Томас, Ремеш Константин и многие-многие другие. Службы и сходы на молитвы проводились в сёлах области: Красноармейке, Щербактах и др.

### 1978 год. Здание, регистрация
Католическое население города в XX веке выросло, в основном, за счёт переселения в эту область множества поволжских немцев, бывших протестантами и католиками, в ходе депортаций немцев СССР. В 1978 году, в одном из частных домов в секторе частной застройки, купленном на собранные верующими средства, разместилась церковь. В том же году приход в Павлодаре был зарегистрирован, начал служить священник из Латвии, марианин о. Франц Мегнис.

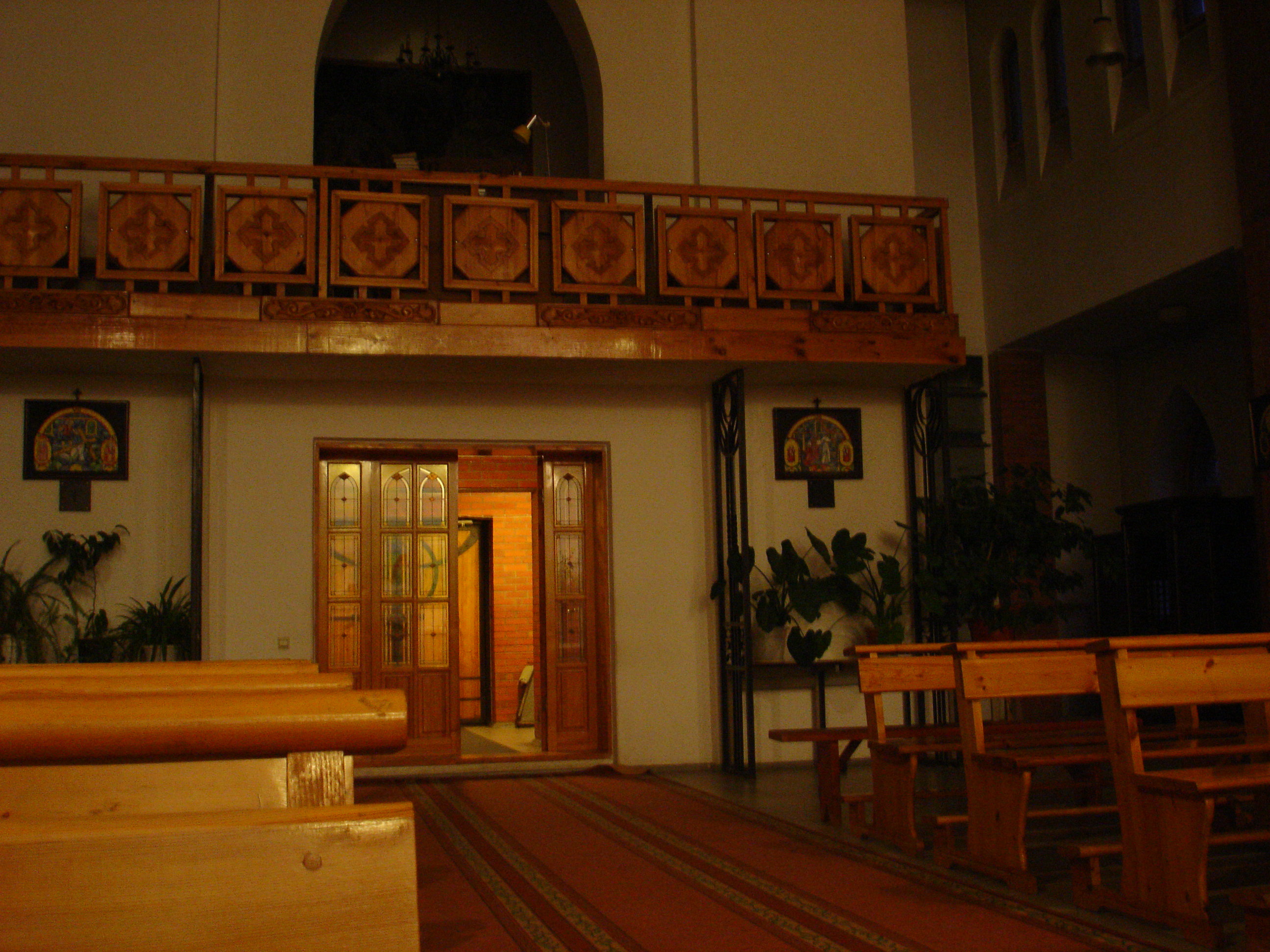
Общий вид внутреннего убранства храма. 2011 год.

Будучи проездом в столицу Киргизии город Фрунзе, где работал о. Михаил Келлер, о. Франц узнал, что в Павлодаре есть община католиков и таким образом, после регистрации общины, он приехал в город Павлодар, где прослужил до 1983 года. На городском кладбище покоятся останки о. Франца, который до последних дней своей жизни посвятил себя душепастырскому деланию в приходе св. Терезы Младенца Иисуса.
Известно, что власти создавали верующим много трудностей, немало их выпало на долю каждого священника. Некоторые из мирян и духовенства много претерпели, но, тем не менее, община не перестала существовать до сегодняшнего дня.

### 1997—2000. Строительство, современность

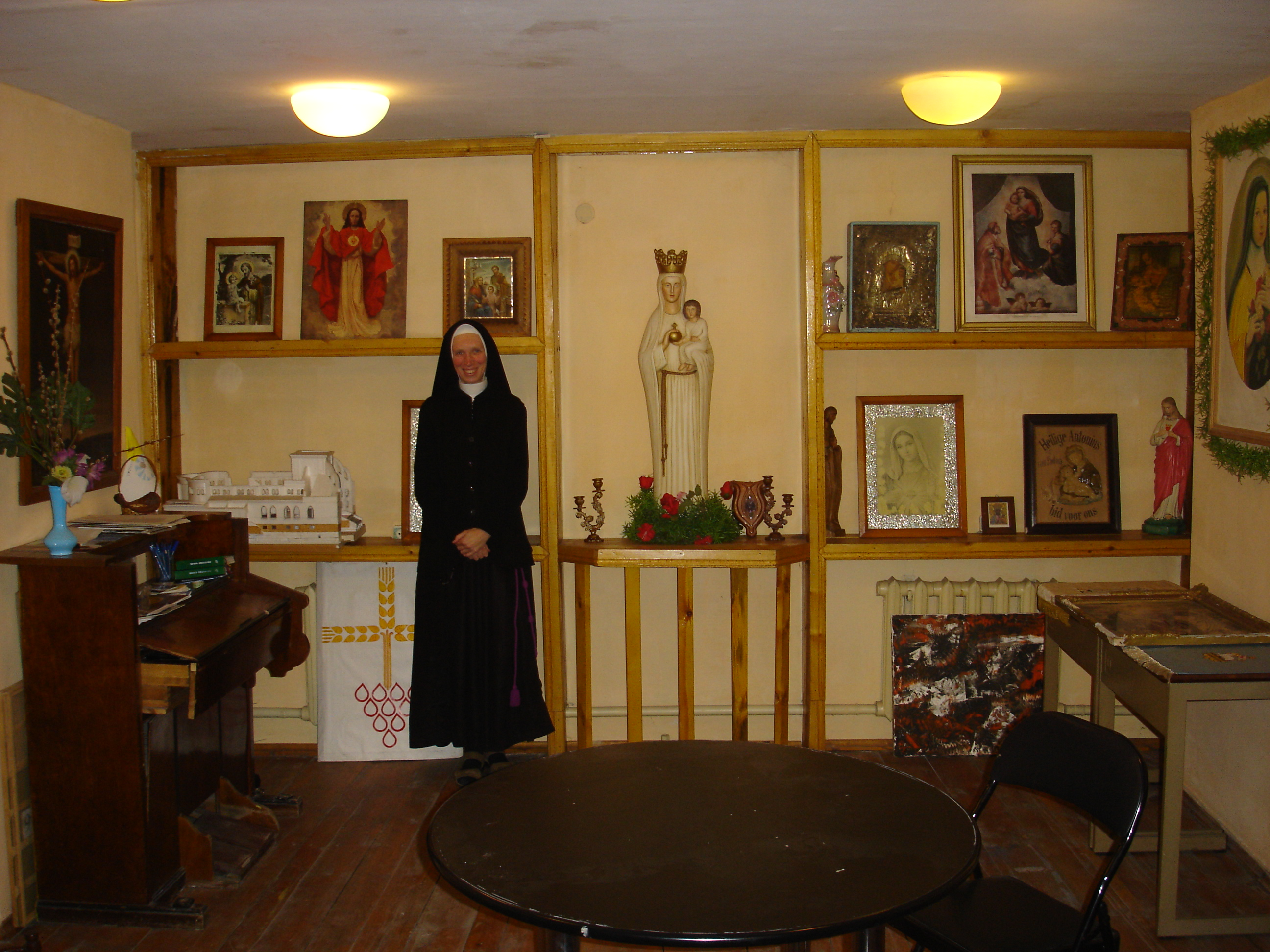
Общий вид на один из залов музея. Осень 2011 года.

25 апреля 1997 года приход «переехал» на новое место, и св. Месса ежедневно проходила в полуподвале строящегося храма. Храм строился на пожертвования, полученные по большей части от различных церковных организаций Германии: «Ren Trois», Мюнхенского и Кёльнского диоцезов, «Kirche in Not», «Missionsprokur Nurnberg», а также на пожертвования прихожан.
В настоящее время здание церкви полностью окончено (строительство завершилось в 2000 году), на смежной территории построенно здания женского закрытого монастыря. При здании функционирует постоянная выставка-экспозиция, иллюстрирующая историю развития католичества в Павлодарской области, которую община, в будущем, надеется преобразовать в музей.
Община в настоящий момент духовно окормляет сам город и 15 окрестных сёл, где нет своих собственных общин. Служения проводятся в домах у верующих, а в одном случае — в помещении сельского клуба, в селе Красноармейка с 1979 года существует часовня-каплица. В общине служили сёстры-монахини из конгрегации Сёстры Францисканки семьи Марии,на данный момент конгрегация заморожена.